# 财务管理
财务管理（英語：Financial Management）是对组织内的资金需要及资金筹措提供可能性的调整活动。
在英語中，有时也叫。但是，和金融不同，财务管理注重公司的资金需求和筹措、资本结构、股利政策等。在英语中常归为公司理財（Corporate Finance）。而理財还包括投资管理等许多其他内容。

## 主要内容
财务管理是在一定的整体目标下，关于资产的购置（投资）、资本的融通（筹资）和经营中现金流量（营运资金）、以及利润分配的管理。
西方财务学主要由三大领域构成，即公司财务（Corporation Finance）、投资学（Investments）和宏观财务。其中，公司财务在中国大陸常被译为“公司理财学”或“企业财务管理”。
财务管理的目标有：
1. 产值最大化
2. 利润最大化
3. 股东财富最大化
4. 企业价值最大化